# 北條繁廣
北條繁廣（1576年－1612年7月6日）是安土桃山時代至江戶時代初期的武將。後北條氏一族。父親是北條氏繁。母親是北條氏康的女兒七曲殿。通稱新左衛門尉。

## 生平
在天正4年（1576年）出生，家中五男（亦有史料記載為三男）。在小田原征伐中與兄長一同在伊豆國山中城奮戰，不過敗退，降伏於在相模國玉繩城的德川家康。雖然一時間仕於家康，不過受失去嫡男的哥哥氏勝請求，於是成為氏勝的養子，並進入氏勝的下總國岩富城。不過有對此不滿的家臣，慶長16年（1611年），氏勝死後，反對繁廣的家臣秘密迎家康的外甥氏重為養子並繼承家督，於是被激怒，並向江戶的將軍德川秀忠申訴，不過在翌年（1612年）突然死去。後來得知事件始末的家康把繁廣4歲的嫡男氏長召來，並令其成為5百俵取的旗本。